# Belgrade Blue Dragons
I Belgrade Blue Dragons sono una squadra di football americano di Belgrado, in Serbia; fondati nel 2003, hanno giocato nel 2013 la finale di CEFL Cup, dove sono stati sconfitti da Cineplexx Blue Devils.
Nel 2021 hanno assorbito gli Zemun Pirates.

## Dettaglio stagioni

### Tackle

#### Tornei nazionali

##### Campionato

###### Superliga/Prva Liga
| Stagione | regular season | regular season | regular season | regular season | regular season | regular season | playoff | playoff | playoff | playoff | playoff | playoff    | playoff                |
|          | Vin            | Par            | Per            | Tot            | PF             | PS             | Vin     | Per     | Tot     | PF      | PS      | risultato  | avversaria             |
| -------- | -------------- | -------------- | -------------- | -------------- | -------------- | -------------- | ------- | ------- | ------- | ------- | ------- | ---------- | ---------------------- |
| 2011     | 3              | 0              | 4              | 7              | 130            | 176            | -       | -       | -       | -       | -       | -          | -                      |
| 2012     | 3              | 0              | 4              | 7              | 127            | 197            | 0       | 1       | 1       | 17      | 54      | Semifinale | Beograd Vukovi         |
| 2013     | 3              | 0              | 4              | 7              | 155            | 178            | 0       | 1       | 1       | 12      | 59      | Semifinale | Beograd Vukovi         |
| 2014     | 1              | 0              | 6              | 7              | 103            | 248            | -       | -       | -       | -       | -       | Retrocessi | -                      |
| 2016     | 3              | 0              | 4              | 7              | 141            | 210            | -       | -       | -       | -       | -       | -          | -                      |
| 2017     | 4              | 0              | 3              | 7              | 114            | 126            | 0       | 1       | 1       | 28      | 35      | Wild Card  | Inđija Indians         |
| 2018     | 3              | 0              | 4              | 7              | 158            | 174            | 1       | 1       | 2       | 50      | 83      | Semifinale | Kragujevac Wild Boars  |
| 2019     | 3              | 0              | 4              | 7              | 172            | 291            | 0       | 1       | 1       | 21      | 44      | Semifinale | Beograd Vukovi         |
| 2020     | 1              | 0              | 4              | 5              | 180            | 272            | 0       | 1       | 1       | 16      | 43      | Wild Card  | Jagodina Black Hornets |
| 2021     | 3              | 0              | 3              | 6              | 172            | 153            | 0       | 1       | 1       | 12      | 52      | Semifinale | Beograd Vukovi         |
| 2022     | 4              | 0              | 2              | 6              | 183            | 93             | 1       | 1       | 2       | 35      | 37      | Semifinale | Kragujevac Wild Boars  |
| Totale   | 31             | 0              | 42             | 73             | 1635           | 2118           | 2       | 8       | 10      | 191     | 407     |            |                        |

Fonti: Enciclopedia del Football - A cura di Roberto Mezzetti

###### Druga Liga
| Stagione | regular season | regular season | regular season | regular season | regular season | regular season | playoff | playoff | playoff | playoff | playoff | playoff           | playoff    |
|          | Vin            | Par            | Per            | Tot            | PF             | PS             | Vin     | Per     | Tot     | PF      | PS      | risultato         | avversaria |
| -------- | -------------- | -------------- | -------------- | -------------- | -------------- | -------------- | ------- | ------- | ------- | ------- | ------- | ----------------- | ---------- |
| 2015     | 5              | 0              | 0              | 5              | 152            | 40             | -       | -       | -       | -       | -       | Campioni/Promossi | -          |
| Totale   | 5              | 0              | 0              | 5              | 152            | 40             | -       | -       | -       | -       | -       |                   |            |

Fonti: Enciclopedia del Football - A cura di Roberto Mezzetti

##### Campionati giovanili

###### Juniorska Liga
| Stagione | regular season | regular season | regular season | regular season | regular season | regular season | playoff | playoff | playoff | playoff | playoff | playoff   | playoff    |
|          | Vin            | Par            | Per            | Tot            | PF             | PS             | Vin     | Per     | Tot     | PF      | PS      | risultato | avversaria |
| -------- | -------------- | -------------- | -------------- | -------------- | -------------- | -------------- | ------- | ------- | ------- | ------- | ------- | --------- | ---------- |
| 2016     | 0              | 0              | 4              | 4              | 13             | 216            | -       | -       | -       | -       | -       | -         | -          |
| Totale   | 0              | 0              | 4              | 4              | 13             | 216            | -       | -       | -       | -       | -       |           |            |

Fonti: Enciclopedia del Football - A cura di Roberto Mezzetti

#### Tornei internazionali

##### European Football League (1986-2013)
| Stagione | regular season | regular season | regular season | regular season | regular season | regular season | playoff | playoff | playoff | playoff | playoff | playoff   | playoff    |
|          | Vin            | Par            | Per            | Tot            | PF             | PS             | Vin     | Per     | Tot     | PF      | PS      | risultato | avversaria |
| -------- | -------------- | -------------- | -------------- | -------------- | -------------- | -------------- | ------- | ------- | ------- | ------- | ------- | --------- | ---------- |
| 2010     | 0              | 0              | 2              | 2              | 0              | 128            | -       | -       | -       | -       | -       | -         | -          |
| Totale   | 0              | 0              | 2              | 2              | 0              | 128            | -       | -       | -       | -       | -       |           |            |

Fonti: Enciclopedia del Football - A cura di Roberto Mezzetti

##### CEFL Cup
| Stagione | regular season | regular season | regular season | regular season | regular season | regular season | playoff | playoff | playoff | playoff | playoff | playoff     | playoff               |
|          | Vin            | Par            | Per            | Tot            | PF             | PS             | Vin     | Per     | Tot     | PF      | PS      | risultato   | avversaria            |
| -------- | -------------- | -------------- | -------------- | -------------- | -------------- | -------------- | ------- | ------- | ------- | ------- | ------- | ----------- | --------------------- |
| 2013     | -              | -              | -              | -              | -              | -              | 0       | 1       | 1       | 26      | 49      | Finale      | Cineplexx Blue Devils |
| 2017     | 2              | 0              | 1              | 3              | 50             | 50             | 1       | 0       | 1       | 14      | 0       | Terzo posto | Sarajevo Spartans     |
| Totale   | 2              | 0              | 1              | 3              | 50             | 50             | 1       | 1       | 2       | 40      | 49      |             |                       |

Fonti: Enciclopedia del Football - A cura di Roberto Mezzetti

##### IFAF CEI Interleague
| Stagione | regular season | regular season | regular season | regular season | regular season | regular season | playoff | playoff | playoff | playoff | playoff | playoff   | playoff    |
|          | Vin            | Par            | Per            | Tot            | PF             | PS             | Vin     | Per     | Tot     | PF      | PS      | risultato | avversaria |
| -------- | -------------- | -------------- | -------------- | -------------- | -------------- | -------------- | ------- | ------- | ------- | ------- | ------- | --------- | ---------- |
| 2011     | 3              | 0              | 1              | 4              | 105            | 55             | -       | -       | -       | -       | -       | -         | -          |
| Totale   | 3              | 0              | 1              | 4              | 105            | 55             | -       | -       | -       | -       | -       |           |            |

Fonti: Enciclopedia del Football - A cura di Roberto Mezzetti

##### Balkan Football League
| Stagione | regular season | regular season | regular season | regular season | regular season | regular season | playoff | playoff | playoff | playoff | playoff | playoff   | playoff            |
|          | Vin            | Par            | Per            | Tot            | PF             | PS             | Vin     | Per     | Tot     | PF      | PS      | risultato | avversaria         |
| -------- | -------------- | -------------- | -------------- | -------------- | -------------- | -------------- | ------- | ------- | ------- | ------- | ------- | --------- | ------------------ |
| 2021     | 3              | 0              | 0              | 3              | 137            | 6              | 1       | 0       | 1       | 16      | 12      | Campioni  | Novi Sad Wild Dogs |
| Totale   | 3              | 0              | 0              | 3              | 137            | 6              | 1       | 0       | 1       | 16      | 12      |           |                    |

Fonti: Enciclopedia del Football - A cura di Roberto Mezzetti

##### Alpe Adria Football League
| Stagione | regular season | regular season | regular season | regular season | regular season | regular season | playoff | playoff | playoff | playoff | playoff | playoff    | playoff         |
|          | Vin            | Par            | Per            | Tot            | PF             | PS             | Vin     | Per     | Tot     | PF      | PS      | risultato  | avversaria      |
| -------- | -------------- | -------------- | -------------- | -------------- | -------------- | -------------- | ------- | ------- | ------- | ------- | ------- | ---------- | --------------- |
| 2015     | 0              | 1              | 1              | 2              | 20             | 23             | 0       | 1       | 1       | 8       | 10      | Semifinale | Zagreb Patriots |
| Totale   | 0              | 1              | 1              | 2              | 20             | 23             | 0       | 1       | 1       | 8       | 10      |            |                 |

Fonti: Enciclopedia del Football - A cura di Roberto Mezzetti

### Flag

#### Pionirska Fleg Liga
| Stagione | regular season | regular season | regular season | regular season | regular season | regular season | playoff | playoff | playoff | playoff | playoff | playoff   | playoff    |
|          | Vin            | Par            | Per            | Tot            | PF             | PS             | Vin     | Per     | Tot     | PF      | PS      | risultato | avversaria |
| -------- | -------------- | -------------- | -------------- | -------------- | -------------- | -------------- | ------- | ------- | ------- | ------- | ------- | --------- | ---------- |
| 2015     | 1              | 0              | 5              | 6              | 91             | 227            | -       | -       | -       | -       | -       | -         | -          |
| 2017     | 0              | 0              | 6              | 6              | 81             | 196            | -       | -       | -       | -       | -       | -         | -          |
| Totale   | 1              | 0              | 11             | 12             | 172            | 423            | -       | -       | -       | -       | -       |           |            |

Fonti: Enciclopedia del Football - A cura di Roberto Mezzetti

### Riepilogo fasi finali disputate
| Anno            | Luogo    | Evento    | Fase del torneo      | Incontro                                       | Risultato |
| 24 giugno 2012  |          | Superliga | Semifinale           | Beograd Vukovi - Belgrade Blue Dragons         | 54 - 17   |
| 16 marzo 2013   | Belgrado | CEFL Cup  | Finale               | Belgrade Blue Dragons - Cineplexx Blue Devils  | 26 - 49   |
| 22 giugno 2013  |          | Superliga | Semifinale           | Beograd Vukovi - Belgrade Blue Dragons         | 59 - 12   |
| 13 giugno 2015  |          | AAFL      | Semifinale           | Zagreb Patriots - Belgrade Blue Dragons        | 10 - 8    |
| 11 giugno 2017  | Sarajevo | CEFL Cup  | Finale 3º - 4º posto | Sarajevo Spartans - Belgrade Blue Dragons      | 0 - 14    |
| 18 giugno 2017  |          | Prva Liga | Wild Card            | Belgrade Blue Dragons - Inđija Indians         | 28 - 35   |
| 30 giugno 2018  |          | Prva Liga | Semifinale           | Kragujevac Wild Boars - Belgrade Blue Dragons  | 49 - 14   |
| 23 giugno 2019  | Belgrado | Prva Liga | Semifinale           | Beograd Vukovi - Belgrade Blue Dragons         | 44 - 21   |
| 7 novembre 2020 | Jagodina | Prva Liga | Wild Card            | Jagodina Black Hornets - Belgrade Blue Dragons | 43 - 16   |
| 27 giugno 2021  |          | Prva Liga | Semifinale           | Beograd Vukovi - Belgrade Blue Dragons         | 52 - 12   |
| 1º agosto 2021  |          | BFL       | Finale               | Belgrade Blue Dragons - Novi Sad Wild Dogs     | 16 - 12   |
| 25 giugno 2022  |          | Prva Liga | Semifinale           | Kragujevac Wild Boars - Belgrade Blue Dragons  | 37 - 0    |

## Palmarès
- 1 Balkan Football League (2021)
- 1 Campionato serbo di secondo livello (2015)
- 1 Campionato juniores (2009)